# Человек за ширмой
«Человек за ширмой» (англ. The Man Behind the Curtain) — двадцатая серия третьего сезона американского телесериала «Остаться в живых». Впервые центральным персонажем серии стал Бенджамин Лайнус. Это второй Другой, которому посвящена своя серия.

## Сюжет

### Воспоминания
Мужчина в лесу принимает роды у женщины. Роды идут тяжело. Мы понимаем, что это муж и жена. Рождается мальчик. Женщина говорит, что ей больно и что что-то не так. Мужчина с женой и ребёнком на руках бежит куда-то и выбегает на трассу. На указателе написано, что это рядом с Портлендом. Он останавливает машину. Он хочет везти жену в больницу, но та неожиданно умирает, прося мужа назвать сына Бенджамином.
Позже мы видим этого же человека с сыном, которому приблизительно десять лет. Они приплыли на тропический остров. Отец раздражённый, а сын застенчивый и неразговорчивый. Их встречают люди из DHARMA Initiative. Жизнь на острове кипит, это — научный центр. Они идут на регистратуру, где смотрят обучающий фильм с Марвином Кенделом. Позже Лайнусу-старшему выдают форму, где сказано, что он рабочий. Ему это не нравится. Мы видим, что у него очень сложные отношения с сыном. Позже Бен сидит на занятиях с другими детьми из Дхармы. Внезапно дети слышат вой сирены и стрельбу. Учитель берёт винтовку, а дети прячутся. Бен в окно видит, как учёные бегут куда-то с оружием. Вечером он слышит, как его отец ссорится с одним из руководителей DHARMA. Он спрашивает, кто на них напал. Тот отвечает, что это местные, которые враждуют с ними. Позже Бен говорит отцу, что тот вновь забыл о его дне рождения. Отец говорит, что не может праздновать день, когда Бен убил его жену. Ночью Бен видит в окно свою мать. Он удивлён. Через некоторое время это повторяется, и он идёт за ней. Он доходит до звукового барьера, но не может его перейти. Его мать стоит на другой стороне. Она говорит, что время ещё не пришло. Вскоре Бен узнаёт код от барьера и ночью отправляется в джунгли. Там внезапно он слышит шёпот и встречает Ричарда Алперта. Ричард говорит, что он один из местных людей. Бен рассказывает, что искал здесь свою мать, которая давно умерла. Ричард удивлён. Бен выражает желание остаться с Другими, на что Алперт говорит, что Бен должен как следует подумать об этом и быть очень терпеливым.
Через несколько лет, когда Бену было около двадцати, он напоминает отцу, что тот снова забыл про его день рождения. Отец предлагает после окончания доставки вместе посидеть и выпить пива. Они едут на микроавтобусе Дхармы по острову. Во время остановки Бен спрашивает отца, неужели тот в самом деле винит его в смерти матери, на что тот отвечает, что не знает. Отец обещает не забыть про день рождения в следующий раз. На это Бен отвечает, что следующего раза не будет, надевает противогаз и распыляет смертельный газ. Лайнус-старший погибает. Бен возвращается в поселение Дхармы. Там все мертвы в результате применения такого же газа. Бен встречается с Алпертом и остальными Другими. Операция «Чистка» завершена. Другие уничтожили Дхарму.

### Остров
Другие разбили палаточный лагерь в лесу. Бен сидит в своей палатке. Сегодня у него день рождения. Внезапно в лагерь приходит Джон Локк с трупом отца на спине. Все Другие взволнованы. Джон разговаривает с Беном в его палатке. Он хочет узнать все тайны острова. Бен говорит, что не он самый главный среди Других. Он говорит, что самый главный — это Джейкоб, который даёт всем приказы, но делает это через Бена, который может с ним общаться. Локк требует отвести его к Джейкобу, но Бен не хочет. Тогда Локк предполагает, что Бен врёт Другим, и что никакого Джейкоба нет. В это время в лагерь прибегает Михаил Бакунин. Бен выходит из палатки. Он удивлён, что Михаил жив, но тот говорит, что мощность забора была не на смертельном уровне. Бакунин рассказывает про Наоми и говорит, что нужно немедленно идти в лагерь выживших. Но Локк выходит из палатки и говорит, что Бен идёт с ним к Джейкобу. Все удивлены. Бакунин недоверчиво относится к Локку, но Джон избивает его и говорит Бену, что тот отведёт его к Джейкобу. Бенджамин соглашается. Они готовятся идти. Алекс даёт Локку пистолет.
В лагере выживших Сойер показывает Саиду запись Джульет на диктофоне и рассказывает про Локка. Тот, в свою очередь, рассказывает о Наоми. Наоми говорит, что самолёт Боинг 777 рейса Oceanic 815 был найден в океане на большой глубине, и там все были мертвы.
Бен приводит Локка к хижине в джунглях. Он говорит, что это дом Джейкоба. Они заходят внутрь, причём Бен просит Локка не пользоваться фонариком, так как Джейкоб не любит технику. Внутри Локк никого не видит. Бен подходит к креслу-качалке и разговаривает с ним, как будто там кто-то есть. Он спорит с невидимым собеседником и говорит Локку, что это Джейкоб, человек, который знает об острове всё. Локк считает, что Бен либо его дурачит, либо он сумасшедший и действительно видит кого-то в кресле. Он идёт к выходу из дома и внезапно слышит слова: «Помоги мне». Он думает, что это Бен, оборачивается и направляет в сторону кресла фонарь. Локк мельком видит в кресле старого мужчину, после чего дом начинает трясти, а кресло раскачиваться. Бен просит Джейкоба успокоиться, но тот отбрасывает его и гневается, при этом все вещи разлетаются. Джон выбирается из дома.
В лагере выживших Кейт подходит к сидящим на берегу Джульет и Джеку и говорит про Наоми, и что они последние в лагере, кто про неё узнал. Джек удивляется, и Кейт говорит, что ему не доверяют. Сойер показывает всем выжившим диктофон с записью Джульет и говорит, что она шпионка. Сама Джульет просит его перевернуть кассету. Там запись Бена. Он приказывает Джульет пометить белыми камнями палатки беременных и говорит, что через несколько дней они придут и заберут их. Джек сообщает, что Джульет теперь за них: она ему давно всё рассказала, и они думают, что делать.
Бен приводит Локка к яме со скелетами. Он говорит, что это люди из Дхармы. Бен рассказывает, что ему хватило ума убить их и потому он не попал в эту яму. Этим Бен отличается от Локка. Локк оборачивается, но тот стреляет раньше. Тяжелораненый Локк падает в яму. Бен спрашивает, что сказал ему Джейкоб. Локк отвечает, и Бен со словами, что теперь в помощи нуждается Локк, уходит, оставив Джона умирать.